# سبياس
سبياس فيلسوف يوناني ولد في طيبة اليونانية (Theben) في نهاية القرن الخامس قبل الميلاد، كان من روّاد مدرسة فيلولاوس  الفيثاغورية التي كانت آنذاك قائمة في طيبة، أصبح تلميذا وصديقا لسقراط وأحد الذين كانوا شهودا للحظاته الأخيرة وأحاديث وداعه، أدخله أفلاطون في عداد المتكلمين في محاورة فيدون .
ديوجانس اللايرتي  نسب إليه ثلاث محاورات. اللوحة  هي المؤلف الوحيد الذي وصلنا لهذا الفيلسوف والمحاورتين الباقيتين مفقودتين. وهناك بعض النقد الذي يدّعي، لا ندري إن كان حقا أم باطلا، بأن هذه اللوحة ليست من مؤلفات سبياس الطيبي الذي قدمناه ، بل ينسبونها دون أي برهان إلى سبياس آخر، رواقي من مدينة Sicyque وكان هذا من معاصري الأمبراطور الفيلسوف ماركوس أوريليوس ، ربما قد تسربت بعض التحريفات إلى نص هذا الكتيب في عصور متأخرة، ومع ذلك فمن السهل ملاحظة طريقة أفلاطون السقراطية في أسلوب المحاورة ومنهجها العام وكذلك الأفكار الأفلاطونية واضحة.

## حواشي ومصادر
1. ↑  هي مدينة طيبة اليونانية، واقعة في منطقة Böotien في شرق يونان الوسطى بين خليج كورينث وقناة Euböa، في الأساطير اليونانية كانت مسرحا لوقائع أسطورة أوديبوس
2. ↑  فيلسوف وفلكي يوناني، مؤسس المدرسة الفيثاغورية قي طيبة اليونانية ،إليه تعزى نظرية فلكية تؤكد دوران الأرض وكرويتها
3. ↑  كاتب أغريقي من المعتقد أنه عاش في القرن الثالث ب.م. ألف كتاب سير مشاهير الفلاسفة ومذاهبهم وأقوالهم
4. ↑  اللوحه(كتاب لوحه الحياة) مؤلف ل سبياس عن محاورات ديوجانس اللايرتي. أما موضوع هذه اللوحة فهو بحث فلسفي بلباس شاعري وأسلوب حواري، فبعض الشبان يزورون معبدا ويستعرضون القرابين فيه، من بينها لوحة رمزية يقف الشبان أمامها حائرين من أمر معناها، فيقبل عليهم شيخ ويشرحها لهم.
5. ↑  أمبرطور وفيلسوف روماني ، كتب باليونانية، ولد في روما سنة 121 م مات سنة 180م. كتابه المشهور الخواطر
6. ↑  كتاب لوحة الحياة -المؤلف الفيلسوف سبياس- ترجمه و نقل د.عيسى أطاي مشكورا على جهوده